# (500120) 2012 BP148
(500120) 2012 BP148 es un asteroide perteneciente al cinturón de asteroides, descubierto el 29 de enero de 2012 por el equipo del Spacewatch desde el Observatorio Nacional de Kitt Peak, Arizona, Estados Unidos.

## Designación y nombre
Designado provisionalmente como 2012 BP148.

## Características orbitales
2012 BP148 está situado a una distancia media del Sol de 2,380 ua, pudiendo alejarse hasta 2,566 ua y acercarse hasta 2,193 ua. Su excentricidad es 0,078 y la inclinación orbital 6,946 grados. Emplea 1341,22 días en completar una órbita alrededor del Sol.

## Características físicas
La magnitud absoluta de 2012 BP148 es 18,1.